# گمینا گرنبکوو
گمینا گرنبکوو (به لهستانی:  Gmina Grębków) یک گمینا در لهستان است که در شهرستان ونگروف واقع شده‌است. گمینا گرنبکوو ۱۳۰٫۷۵ کیلومتر مربع مساحت و ۴٬۵۵۳ نفر جمعیت دارد.